# いそしぎ (映画)
『いそしぎ』（The Sandpiper）は、1965年のアメリカ合衆国のドラマ映画。監督はヴィンセント・ミネリ。当時、夫婦だったエリザベス・テイラーとリチャード・バートンの、結婚後の初の共演作であり、主題歌『シャドウ・オブ・ユア・スマイル』は第38回アカデミー賞の歌曲賞を受賞した。
自由な心を持つ美しい女流画家と、妻子ある学校長との半年間の恋を描くメロドラマ。題名の『いそしぎ』は、ヒロインが海岸で保護した幼鳥の種名（イソシギ）である。

## ストーリー
シングル・マザーで無名の画家のローラ（エリザベス・テイラー）は、カリフォルニアの海岸の家で、9歳の息子ダニーと暮らしていた。自由な生き方を愛するローラはダニーを学校に通わせず、自宅で教育していたが、ダニーは裁判所の命令でミッション・スクールの寮に入れられてしまう。
ミッション・スクールの校長で牧師でもあるエドワード（リチャード・バートン）は、温順な妻のクレア（エヴァ・マリー・セイント）と共に学校を切り盛りし、新しい礼拝堂を建設するための寄付金集めに奔走していた。エドワードは、神や社会的な常識を否定するローラを感化しようとするが、逆にローラの自由な心に惹かれ、密かに逢瀬を重ねる仲となる。
ミッション・スクールに礼拝堂を建てるための寄付集めは、実は理事たちの脱税の隠れ蓑だった。エドワードは、校長の座を守るために、理事たちの計画に目をつぶっていた。しかし、ローラの影響で若い頃の情熱を取り戻したエドワードは、理事からの賄賂を突き返す。
理事会に逆らったエドワードはローラとの関係を妻クレアに打ち明け、学校を去る決心をする。ローラもまた、妻とローラの両方を愛しているというエドワードの葛藤を尊重し、別れを受け入れる。エドワードは、考える時間が欲しいと言う妻を残して、独りメキシコへと旅立って行った。

## キャスト
| 役名                     | 俳優                     | 日本語吹替                        |
| 役名                     | 俳優                     | NET版                             |
| ------------------------ | ------------------------ | --------------------------------- |
| ローラ・レイノルズ       | エリザベス・テイラー     | 武藤礼子                          |
| エドワード・ヒューイット | リチャード・バートン     | 井川比佐志                        |
| クレア・ヒューイット     | エヴァ・マリー・セイント | 野口ふみえ                        |
| コス・エリクソン         | チャールズ・ブロンソン   | 大塚周夫                          |
| ウォード・ヘンドリックス | ロバート・ウェッバー     | 小林修                            |
| ラリー・ブラント         | ジェームズ・エドワーズ   |                                   |
| トンプソン判事           | トリン・サッチャー       |                                   |
| ウォルター・ロビンソン   | トム・ドレイク           | 仁内建之                          |
| フィル・サトクリフ       | ダグ・ヘンダーソン       |                                   |
| ダニー・レイノルズ       | モーガン・メイソン       | 山本嘉子                          |
| 不明 その他              |                          | 細井重之 村松康雄 原田一夫 国坂伸 |
| 日本語スタッフ           |                          |                                   |
| 演出                     |                          |                                   |
| 翻訳                     |                          |                                   |
| 効果                     |                          |                                   |
| 調整                     |                          |                                   |
| 制作                     |                          |                                   |
| 解説                     | 解説                     | 淀川長治                          |
| 初回放送                 | 初回放送                 | 1971年8月1日 『日曜洋画劇場』     |

## 作品の評価
Rotten Tomatoesによれば、25件の評論のうち高評価は20%にあたる5件のみで、平均点は10点満点中4.1点となっている。

## 主な録音・出版物など
- DVD いそしぎ 構成数1 発売日 2019年11月25日 規格品番 1000647793 レーベル 復刻シネマライブラリー SKU 4548967329841 ほか